# Amy Weber
Amy Marie Weber (ur. 2 lipca 1970 w Peorii) – amerykańska aktorka i modelka.

## Życiorys
Już od wczesnych lat była energiczna i pełna entuzjazmu. Szczególnie pociągały ją niebezpieczne zajęcia – między innymi brała udział w wyścigach motocyklowych. Po osiągnięciu pełnoletniości, by urozmaicić swoje życie, wyprowadziła się do Los Angeles w celu zrealizowania swoich marzeń filmowych. W Hollywood została dostrzeżona przez agencję modelek. Wkrótce skąpo ubrana pojawiła się na okładce meksykańskiej edycji Playboya (z 27 września 1992). Kandydowała do tytułu Miss Bikini i została jedną z najlepiej rozpoznawalnych twarzy tak zwanych bikini magazines  (katalogów z kostiumami kąpielowymi i sportowymi oraz czasopism poświęconych fitness).
W wrestlingu występowała jako heel diva. Wystąpiła w kilku odcinkach popularnych seriali: Uratowany przez dzwonek (Saved by the Bell, 1992), Jedwabne pończoszki (Silk Stalkings, 1995–1996), Melrose Place (1996), Jenny (1997), Mike Hammer, Prywatne Oko (Mike Hammer, Private Eye, 1998), Siódme niebo (7th Heaven, 1998), Pacific Blue (1998), Gorączka w mieście (L.A. Heat, 1999), Undressed (MTV, 1999), Sheena (2001), CSI: Kryminalne zagadki Las Vegas (CSI: Crime Scene Investigation, 2001) i Nagi patrol (Son of the beach, 2002). Na kinowym ekranie zadebiutowała rolą złej królowej w horrorze Niebezpieczne uwodzicielki (Dangerous Seductress, 1992). Następnie została zaangażowana do tytułowej roli Eve Roth w dramacie Portret Ewy (Portrait of Eve, 2005), horroru The Pumpkin Karver (2006) i sensacyjnej komedii Diablita (2007) jako tytułowa postać. Pojawiła się w teledysku Toby'ego Keitha do piosenki Whiskey girl.
Występowała także na scenie w przedstawieniach: Rezerwacja dla dwojga (Reservations for Two), 110 in the Shade, Apokalyptyczne motyle (Apocalyptic Butterflies), Kto się boi Virginii Woolf? (Who's Afraid of Virginia Woolf?) i musicalu Grease. Ponadto wystąpiła w filmie Joe Dirt w epizodycznej roli ratowniczki słuchającej audycji radiowej dotyczącej Dirt'a.